# Golfo de Panay
Golfo de Panay es una extensión del Mar de Sulu, ocupando un espacio entre las islas de Panay y Negros en las Filipinas.  El golfo contiene la isla y provincia de Guimaras y se extiende hasta la bahía de Santa Anna entre Panay y Guimaras y en el estrecho de Guimaras, entre Guimaras y Negros. El estrecho de Guimaras conecta al golfo de Panay con el mar de Bisayas.
El Puerto de Iloilo es el puerto más activo en el golfo, siendo la vía principal que utilizan los buques que navegan en las zonas entre la ciudad de Iloilo, Ciudad Bacólod, y Zamboanga más al sur.